# Astro Lounge
 (mars 2017).
Si vous disposez d'ouvrages ou d'articles de référence ou si vous connaissez des sites web de qualité traitant du thème abordé ici, merci de compléter l'article en donnant les références utiles à sa vérifiabilité et en les liant à la section « Notes et références ».
Albums de Smash Mouth
Fush Yu Mang
(1997) Smash Mouth
(2001)
Singles
1. Can't Get Enough of You Baby
Sortie : 1998
2. All Star
Sortie : 4 mai 1999
3. Then the Morning Comes
Sortie : 12 septembre 1999
4. Waste
Sortie : 2000

Astro Lounge est le second album du groupe de rock californien Smash Mouth, sorti en 1999.

## Présentation
Le genre de musique est alternative pop rock.

### Information sur les chansons

#### All Star
L'album comprend le single All Star qui atteint la 4e place du classement américain Billboard Hot 100.
Il est présent sur la bande originale du film Shrek (la chanson est jouée durant le générique du film).
La chanson est également jouée sur la dernière scène du film Mystery Men de 1999.

#### Then the Morning Comes
Cette chanson est utilisée dans une publicité télévisée pour le constructeur automobile Nissan.
Il est le premier single de Smash Mouth à entrer dans les charts Billboard, atteignant la 11e place, même s'il est quelque peu éclipsé par le succès de All Star du même album.

#### Can’t Get Enough of You Baby
La chanson est d'abord publiée en single en 1998, puis ajoutée plus tard à l'album Astro Lounge.
Smash Mouth enregistre Can’t Get Enough of You Baby en 1998 pour le film Big Party. Ce titre est la deuxième piste de la bande originale.
Début 2007, le chaîne de restauration rapide Pizza Hut diffuse une série de publicités mettant en vedette Can’t Get Enough of You Baby en arrière-plan.
La chaîne de télévision américaine TNT  a également utilisé ce titre pour un montage des films "classiques" devant être vus, incluant Pretty Woman.

#### Come On Come On
Cette chanson est sélectionnée pour une publicité de la marque de vêtements Gap ainsi que pour les films Méchant Menteur (2002), Jour blanc (2000), Eh mec ! Elle est où ma caisse ? (2000) et Deuce Bigalow : Gigolo à tout prix (1999).
La chanson est également utilisée dans l'épisode Une journée très chargée (Queen Bebe, saison 2, épisode 38) de la série télévisée d'animation américaine à succès Kim Possible.

## Liste des titres
| 1.    | Who’s There                                                                              | 3:34 |
| 2.    | Diggin’ Your Scene                                                                       | 3:10 |
| 3.    | I Just Wanna See (Greg Camp, Paul De Lisle)                                              | 3:45 |
| 4.    | Waste                                                                                    | 3:28 |
| 5.    | All Star                                                                                 | 3:22 |
| 6.    | Satellite                                                                                | 3:40 |
| 7.    | Radio                                                                                    | 3:21 |
| 8.    | Stoned                                                                                   | 4:10 |
| 9.    | Then the Morning Comes                                                                   | 3:04 |
| 10.   | Road Man                                                                                 | 2:32 |
| 11.   | Fallen Horses (Greg Camp, Steve Harwell, Paul De Lisle, Kevin Coleman, Michael Klooster) | 4:06 |
| 12.   | Defeat You                                                                               | 3:55 |
| 13.   | Come On Come On (Greg Camp, Steve Harwell)                                               | 2:34 |
| 14.   | Home                                                                                     | 3:12 |
| 15.   | Can’t Get Enough of You Baby (Sandy Linzer, Denny Randell)                               | 2:31 |
| 50:23 |                                                                                          |      |

| 16. | All Star (Sports mix) |  |

## Crédits

### Membres du groupe
- Steven Harwell : chant (lead)
- Paul De Lisle : basse, chœurs
- Greg Camp : guitares, chœurs
- Kevin Coleman : batterie, percussion
- Michael Klooster : claviers, programmation, chœurs

### Musiciens additionnels
- Eric Valentine : claviers supplémentaires, vibes (vibraphone)
- John Gove : trombone
- Dana Pfeffer : xylophone
- Mark Camp : platines, effets
- DJ Homicide : platines sur Stoned
- DJ Robot : chant sur All Star

### Équipes technique et production
- Production, ingénierie, mixage : Eric Valentine
- Production : Cindy Cooper
- Direction artistique, Design : Kim Holt
- Mastering : Brian "Big Bass" Gardner
- Ingénierie (assistant) : Trevor Adkinson
- Management : Robert Hayes, Mike Piranian, Thomas J. Glascott
- A&R (Direction) : Tom Whalley
- Photographie : Sean Murphy